# Old-Red-Sandstein

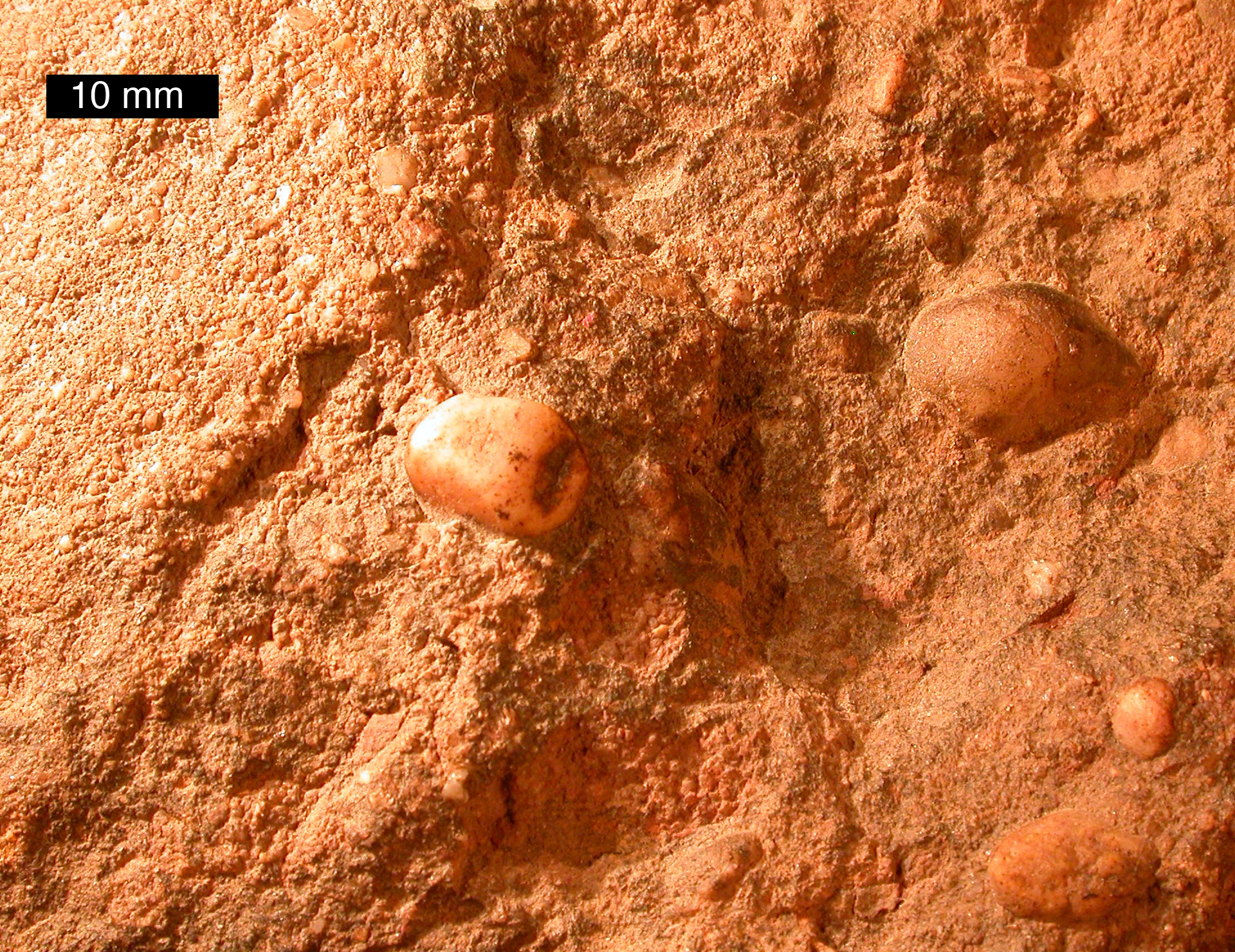
Schichtfläche des Old-Red-Sandsteins mit Quarz und Kieselschiefer-Geröllen; Zentralengland; Maßstab ist 10 mm lang

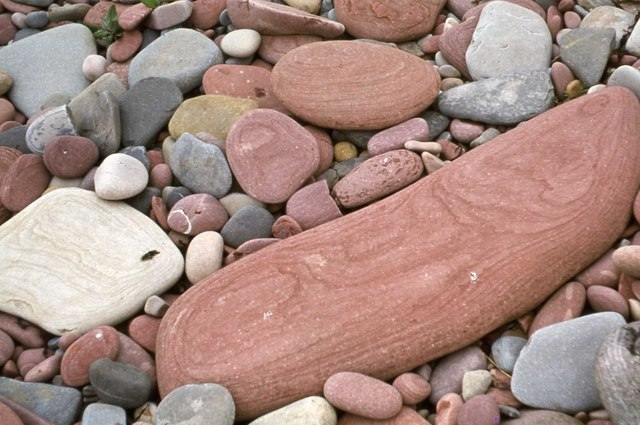
Geröll aus Old-Red-Sandstein auf Eday

Der Old-Red-Sandstein (engl.: Old Red Sandstone), kurz auch Old Red oder ORS, ist eine Gesteinsformation von beträchtlicher Bedeutung für die Paläontologie und die historische Geologie. Von diesen in England und Schottland weit verbreiteten Gesteinen leiten sich die Bezeichnungen Old-Red-Fazies und Old-Red-Kontinent ab, die in der regionalen Geologie Europas eine weit über Großbritannien hinausreichende Bedeutung besitzen.
Er stammt überwiegend aus dem Devon.

## Erforschungsgeschichte
Der Name wurde in der geologischen Literatur das erste Mal 1822 von William Daniel Conybeare und William Phillips benutzt.
Der Fossilinhalt der Gesteinsabfolge wurde von Hugh Miller, Henry Thomas de la Bèche, Roderick Murchison und Adam Sedgwick intensiv studiert, und ein großer Teil der stratigraphischen Debatten dieser Zeit drehten sich um diese Gesteine. Sedgwick war 1839 derjenige, der den Old-Red-Sandstein in das Devon stellte. 1841 erschien Hugh Millers klassische Arbeit Old Red Sandstone. Er beschrieb die Vorkommen im Norden entlang der Küste von Schottland, erläuterte die Abfolge der verschiedenen unterscheidbaren Gesteine und fügte eine detaillierte Beschreibung der darin enthaltenen Fossilien bei, vor allem der reichlich vorhandenen Fische.

## Sedimentologie und Verbreitung

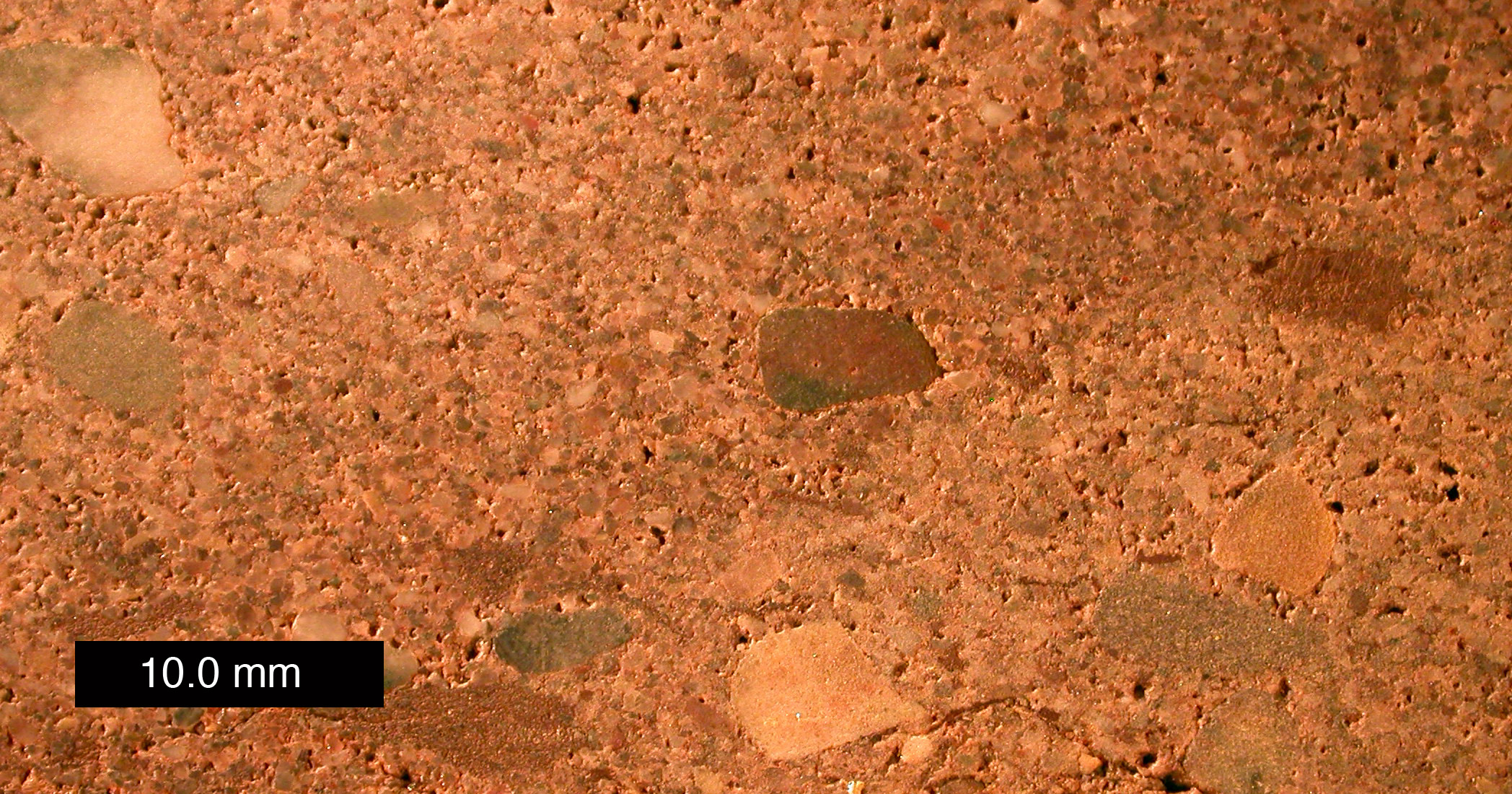
Dünnschliff durch einen Sandstein des Old-Red-Sandsteins mit Quarz und Kieselschiefer-Geröllen; Zentralengland; Maßstab ist 10 mm lang

Der Old-Red-Sandstein ist eine überwiegend nach ihren roten Sandsteinen und Arkosen benannte Gesteinsfazies, die nach der Kaledonischen Orogenese im späten Silur, während des Devons und des unteren Karbons abgelagert wurde.
Die Old-Red-Fazies wird beherrscht von Sedimenten wie Sandsteinen, Arkosen, Siltsteinen und Konglomeraten. Sie lässt sich zwei Ablagerungsgebieten zuordnen: zum einen dem Kerngebiet in England, Schottland und Westnorwegen, das ausschließlich meeresferne Ablagerungen zeigt, zum anderen einem ausgedehnten, im Devon an das Meer grenzenden Gürtel von überwiegend rotgefärbten Sedimenten, der sich vom südwestlichen England über Frankreich, Belgien und Deutschland bis in das östliche Baltikum verfolgen lässt.
Im Kerngebiet des Old Red sammelten sich die Ablagerungen vorwiegend in Sedimentbecken an, welche nach der Kaledonischen Orogenese im Gebiet des noch jungen Gebirges abgelagert wurden. Das in diese Becken geschüttete Material entstammte meistens der unmittelbaren Umgebung, die Ablagerungen erreichten Mächtigkeiten von bis zu 7.000 m. Die Abfolgen des Old Red werden gegliedert durch Diskordanzen, die hier eine grobe Dreiteilung des Old-Red-Sandsteins zulassen. Anzeichen der Ablagerungsbedingungen sind Schrägschichtung, Wellenrippeln und Trockenrisse, die für den älteren Teil des Old Red zusammen mit der geringen und auf wenige Stellen konzentrierten Fossilführung eine Entstehung in Flüssen und Seen unter semiaridem Klima belegen. Dünenablagerungen und Windkanter im Zusammenhang mit der Bildung von ausgedehnten Bodenkrusten sind die Anzeichen dafür, dass der jüngere Teil des Old Red in wüstenhaftem Klima abgelagert wurde.
Die gewöhnlich rote Farbe wird von Eisenoxid verursacht. Nicht alle Gesteine des Old-Red-Sandsteins sind jedoch rot gefärbt, graue Tonsteine und Konglomerate sind ebenfalls nicht selten. Die Konglomerate bilden des Öfteren bemerkenswerte Gesteinsformationen, so zum Beispiel die Klippen des Fowlsheugh Nature Reserve in Kincardineshire.
In älteren geologischen Publikationen vor der Formulierung der Theorie der Plattentektonik wurden die Gesteine des so genannten Catskill-Deltas in den Catskill Mountains der Vereinigten Staaten als Teile des Old-Red-Sandsteins angesehen. Heute ist bekannt, dass die beiden stratigraphisch nicht zusammenhängen, sondern nur etwa gleich alt und auf Grund ähnlicher Ablagerungsbedingungen sehr ähnlich ausgebildet sind.

## Old-Red-Sandstein als Baumaterial

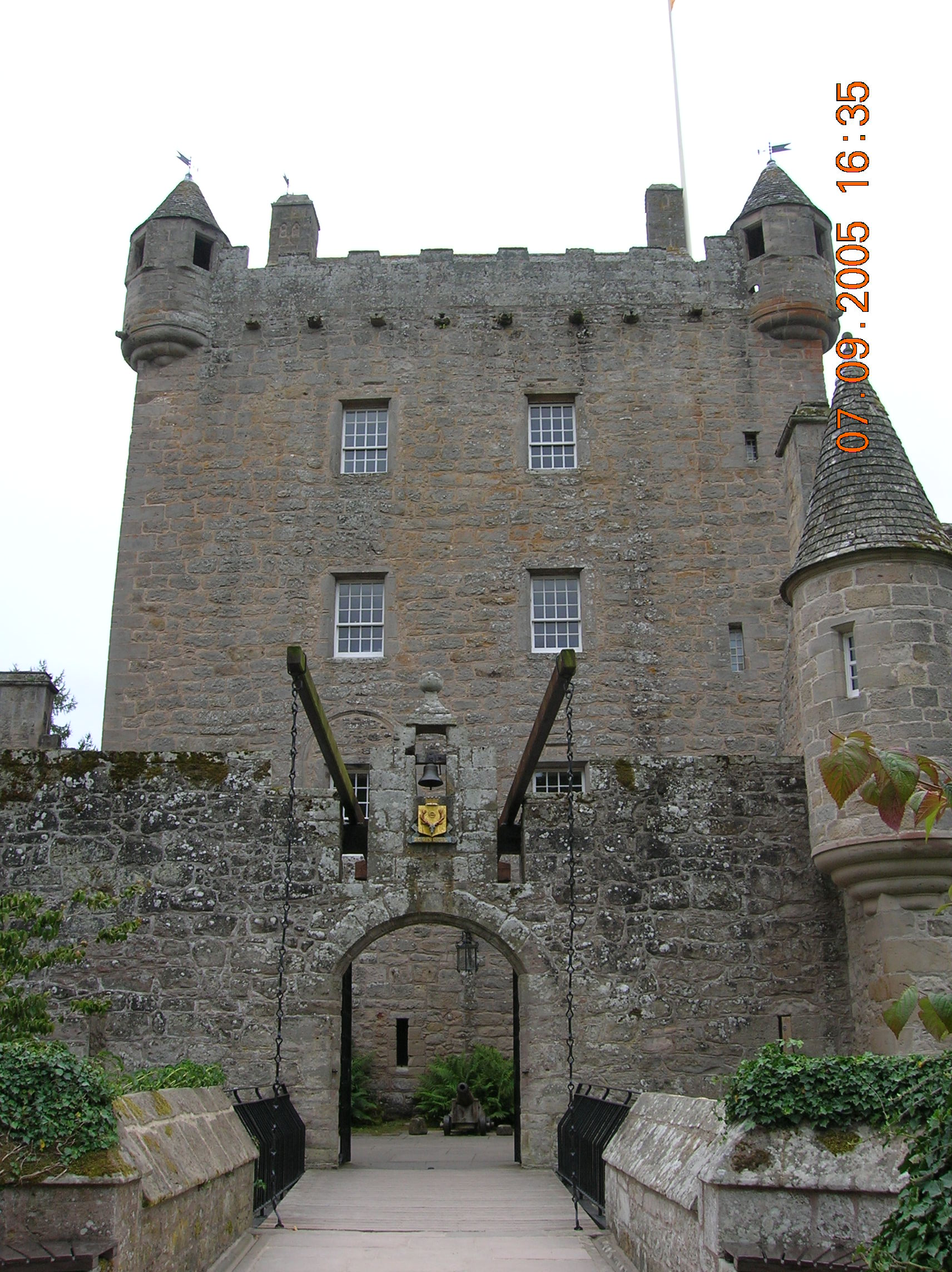
Cawdor Castle, Schottland

In Gebieten, in denen die Gesteine des Old-Red-Sandsteins nahe oder an der Oberfläche aufgeschlossen sind, diente das Material als Baumaterial für viele Steinhäuser. Bemerkenswerte Beispiele sind in der Gegend um Stirling, Stonehaven, Perth und Tayside zu finden. Die Bewohner von Caithness an der Nordostspitze von Schottland gebrauchten den Baustein ebenfalls in größerem Ausmaß.

## Bekannte Gebäude aus Old-Red-Sandstein
- Cawdor Castle, Schottland
- Muchalls Castle, Schottland
- Stonehaven Tolbooth, Schottland
- Sweetheart Abbey, Schottland
- Tintern Abbey, Südwales
- Ross-on-Wye, Markthalle, Herefordshire
- Shrewsbury Castle, Shropshire